# Myrmeleon fuscus
Myrmeleon fuscus är en insektsart som beskrevs av C.-k. Yang 1999. Myrmeleon fuscus ingår i släktet Myrmeleon och familjen myrlejonsländor. Inga underarter finns listade i Catalogue of Life.